# محمدنقی خوئی لر
محمدنقی خوئی لر  از سیاستمداران ایرانی بود، که در دوره‌ پانزدهم بعنوان نماینده تبریز  در مجلس شورای ملی حضور داشت.